# Festa de la Llum de Manresa
La Festa de la Llum de Manresa és una festa on es commemora cada 21 de febrer el Misteri de la Llum que es va produir l'any 1345, quan un raig de llum des del Monestir de Montserrat va entrar a l'Església del Carme de Manresa. Aquest fet es va interpretar com un senyal diví per posar fi a l'entredit entre la ciutat i el bisbe de Vic i donar continuïtat a la construcció de la séquia, de la que el rei Pere III n'havia concedit el permís. La finalització definitiva d'aquest conflicte va venir amb la redacció, aprovació i signatura dels capítols i condicions de la concòrdia entre el bisbe i la ciutat, document que va obtenir la confirmació papal.

## Història
La primera referència documental de la festa és del 1534, en un quadern de comptes de l'església de Sant Miquel. El 1769 a instàncies del Capità General del Principat, l'ajuntament envia còpia dels privilegis de la séquia i del prodigi de la Llum, fent esment de què tots els anys se solemnitza el 21 de febrer “ab Completas y varios regocijos públicos a la víspera, y Ofici que celebra el Prior del Carme y canta la Capella de la Seu, y sermó a càrrec del predicador que elegeix l'Ajuntament.” La festa durava dos dies, el de la vigília i la festivitat del Misteri de la Llum.
En el seu origen, era una celebració bàsicament religiosa, tot i que al llarg dels segles xix i xx va anar adquirint una vessant més cívica, incorporant un ampli ventall d'actes culturals, esportius i lúdics i, a vegades, també reivindicatius. A la dècada de 1970, és quan més es van incrementar els actes i el nombre de dies de celebració, arribant a tenir, al segle xxi, una durada de prop de dues setmanes i més de cent actes programats.
D'entre els elements que s'han perdut, cal destacar la processó, els jocs florals, la crida de la vigília i el toc de Diana (la matinada del 21).
Durant el segle XX la festa va viure moments de davallada i de grans canvis, en especial a la dècada de 1980, amb la democràcia acabada d'encetar. A partir d'aleshores va arribar la redefinició de l'estructura, i el desenvolupament de la festa que va viure un continuat creixement.

## Descripció

### Elements
Elements tradicionals: Ofici solemne. Pregó. Cant dels Goigs de la Llum. Seguici. Tronada. Ballada de la imatgeria festiva (gegants, nans, lleó, àliga, cavallets).
Elements més recents: Arribada de la llum i l'aigua. Transèquia (l'últim acte del programa, caminada popular que recorre els 26 quilòmetres de la séquia). Pilar de quatre a la sortida d'Ofici. Fira de l'Aixada (des de 1998 recrea la ciutat medieval a través d'un mercat de productes artesanals i d'oficis. Se celebra el darrer cap de setmana de febrer). Correfoc de la Llum (des de 2009). Ballada de sardanes. Balls del Rossinyol i de la Bolangera. Representació del “Misteri de la Llum”. Processó d'espelmes. Pacte de la Concòrdia. Trobada de l'aigua i la llum. L'Encesa de la Nova Llum (des del 2013).

### Activitats
A més dels elements esmentats, el programa el conformen un llarg llistat d'activitats ben diverses.
El divendres, abans de la festivitat, es fa el pregó institucional que és l'acte d'inici de la festa. S'inicià el 1966 a través de Ràdio Manresa, i des del 1970 es fa en un acte públic a la Casa Consistorial. Els pregoners són manresans o persones vinculades a la ciutat. També, el mateix divendres al matí es fa el pregó infantil en el qual hi participen les diferents escoles de la ciutat.
A la vigília al vespre, es representa el Misteri de la Llum, amb la processó de les espelmes i l'escenificació de l'arribada de la llum, de l'aigua i de la concòrdia al monument a la Llum.
El dia central de la festa, a mig matí, té lloc el seguici de les autoritats per assistir a l'ofici solemne a l'església del Carme, que en anys alternatius celebra el bisbe de Vic i l'abat de Montserrat.
En finalitzar l'ofici hi ha la pujada del pilar de quatre a les escales del Carme i a continuació el seguici de tornada que acompanya les autoritats fins a la plaça Major. A la plaça té lloc la tronada, la ballada de gegants, nans, lleó, àliga i cavallets, el ball del Rossinyol i la Bolangera, i es finalitza amb dues sardanes, una de les quals sempre és “La Llum de Manresa” de Francesc Juanola, estrenada per la cobla La Principal del Bages el 1928.
De la part musical de la festa, també cal destacar el Goigs de la Llum, que es canten a l'Ofici solemne, al pregó de festa, tant en l'institucional com en l'infantil, i en els actes de la vigília el dia 20. Els primers goigs editats són del 1739 i reeditats el 1924. També cal fer esment de la “Marxa de la Llum”, que s'interpreta a l'orgue al final de l'ofici religiós del 21 de febrer; la primera versió editada és de l'any 1882.
Actualment, el seguici en l'anada és format per la pubilla i hereu de Manresa, els administradors, la Junta de la Séquia, l'associació la Misteriosa Llum, els dos macers, la corporació municipal, l'alcalde de Balsareny i les autoritats convidades. Tanquen la comitiva dos guàrdies de gala de la policia local. A la tornada, s'hi afegeixen els sacerdots i el bisbe de Vic o abat de Montserrat, i la imatgeria festiva amb els cavallets, els nans, el lleó, els gegantons, els gegants i l'àliga.
De la Festa de la Llum cal destacar l'elevada participació de persones i entitats en la diversitat d'actes, així com la dimensió identitària de la celebració.

## administradors[2]
Hi ha constància de què, a inicis del segle XVI, ja se celebrava la festa, a càrrec de la Confraria de la Santíssima Trinitat, que rebia ajuda econòmica del consell de la ciutat per tal de sufragar les despeses
L'Ajuntament consta en la presidència dels actes de la festa, com a patró de la Confraria de la Santíssima Trinitat, i a partir de 1887 hi consta també la Junta de la Séquia.
Al segle XIX, les tasques concretes que ocasionava la celebració s'encomanaven a uns administradors, càrrec que en un principi era assumit per persones que s'escollien expressament cada any a títol individual.
En aquesta època és l’autoritat municipal qui les nomena.
Al segle XX, de 1910 a 1914, les condicions polítiques existents fan que no es trobin administradors, i durant uns anys l’organització va a càrrec de l’Ajuntament.
De 1912 a 1914 el programa queda pràcticament reduït a l’ofici.
Al 1917, per resoldre-ho, s'aproven uns nous estatuts de la Confraria de la Santíssima Trinitat que, a partir d’aleshores, és qui s'encarrega de proposar els administradors o bé, a manca d’aquests, organitzar les festes ells mateixos.
Al 1968, per primera vegada hi ha dones en l’administració de la festa.
A partir de 1970, el càrrec d’administrador deixa de fer-se a títol individual i es passa cada any a una entitat de la ciutat.
D’aquesta manera, fins i tot durant els moments difícils de la dictadura franquista, la Festa de la Llum ha estat tradicionalment una plataforma dinàmica i oberta a la participació de les entitats i de la ciutadania.
Al 1995, es crea l’Associació La Misteriosa Llum - com a continuadora de la Confraria de la Santíssima Trinitat - i és l'entitat civil que des d’aleshores assumeix la responsabilitat del manteniment de la festa, vetlla per la seva organització i cuida del nomenament dels administradors de cada any.
Al segle XXI, l’Associació La Misteriosa Llum continua organitzant la festa, amb el concurs d’una entitat diferent com a administradora cada any, la qual cosa és una plataforma de coneixement de la mateixa per a tota la ciutat i el que precisament aporta diversitat, i vitalitat a la festa.
| any  | administradors |
| ---- | --- |
| 1812 | BURRELL, Juan COMA, Josep CORTADA, Juan GALÍ, Albert PEIX, Francisco PEIX, Gil PLA, Joaquim SOLDADELL, Josep BOVETS, Manuel LLOBET, Juan MORROS, Maurici FONT I RIBOT, Ignasi SOLERNOU, Vicens VALLCENDRERA I PONS, Valentí |
| 1853 | ENRICH, Joaquim FARGAS, Mariano BATLLES Y OMS, Joaquim GUITART, José TORRENTS, Ignacio OLLER, José |
| 1868 | OMS, Manuel MIRALLES, Francisco GIBERT, Valentí GUITART, Ramon TESTAGORDA, Fèlix PUIG, Joaquin |
| 1869 | DARDET, Ignacio CALAFF, Francisco SOLÀ I BRU, Francisco MARSAL, José SOLÀ, Juan CALVÓ, José |
| 1885 | SOLER MARCH, Leonci PALLÀS, Alexandre VALLÈS PONS, Lluís FIRMAT, Miquel Do BELLVER, Raim BELDERRAIN, Ruperto |
| 1886 | BOSCH CARRERAS, Josep OLLER PORTABELLA, Francesc VALLÈS SOLÀ, Miquel LLUVIÀ VIDAL, Ignasi CARRERAS, Ramon PONT, Andreu |
| 1887 | BOIXADERA ESTEVE, Lluís BOSCH CARRERAS, Lluís HOMS RIUS, Francesc LLUVIÀ VIDAL, Josep RIBAS COMA, Jacint TORRENS ISERRA, Àngel |
| 1888 | CORNET, Lluís OMS ROVIS, Josep PRAT, Valentí ROCA, Lluís SEMPAU, Joan SUBIRÀ, Conrad |
| 1891 | TRÈMOLA PELL, Àngel ARMENGOU MANSO, Francesc GAYA GIBERT, Francesc FARRERAS SERRAHIMA, Domènec ESPINALT PADRÓ, Lluís BALAGUER VALLÈS, Ramon |
| 1892 | ALTIMIRAS, Jaquim CALMET, Pere CARBONELL, Àngel MANUBENS, Francesc SAÑES, Emili SERRAMALERA, Francesc |
| 1893 | Comissió de l'Ajuntament de Manresa |
| 1894 | CARNÉ, Isidre LLADÓ, Maurici OMS, Ramon PINIELLA, Joan |
| 1895 | CLOTET, Joan HOMS, Ramon PALAU, Valentí VILA, Antoni |
| 1896 | BORRÀS, Joaquim MARCET, Cristòfol MESTRES, Joan VILA, Antoni |
| 1900 | ALEGRE CASASAYAS, Lluís JOVERS BOVER, Josep MARTÍ FIRMAT, Celestí MAS PADRÓS-GIBERT, Joan PORTABELLA VIVES, Josep TORRELLA MARTÍ, Francesc |
| 1901 | GABRIEL MIRALLES, Jaume AGUILAR FERRER, Agustí CORNET MASSANA, Ricard SERRAHIMA SALA, Francesc SOLER MARCH, Alexandre TORRA PONS, Francesc |
| 1902 | ABADAL PORTELLA, Antoni ARDERIU PASCUAL, Josep BALCELLS RIERA, Manuel COLL PALAU, Gabriel GAYA GIBERT, Josep JORBA RIUS, Pere |
| 1903 | CARRIÓ, Josep A. DURAN, Josep OLIVERAS, Francesc Xavier TAPIAS, Joan TORNÉ, Antoni VIDAL, Climent |
| 1904 | CLOTET ROCA, Antoni FORNELLS FIGUERAS, Avel·lí PLANAS PUIGGRÓS, Antoni PRAT SALLÉS, Joan VILA GARRIGA, Josep |
| 1905 | FÀBREGAS, Josep ARMENGOU, Jaume GAYA, Teòtim ROCA, Ignasi TORRA, Manuel VILASECA, Jaume |
| 1906 | FERRER BOHIGAS, Valentí SOBREVALS PERIS, Josep SOL CAMPS, Josep SOLERNOU, Joan VIVES RIERA, Joan |
| 1907 | CASTELLVÍ CURULL, Joan ESQUIUS ANGUERA, Joan GOMIS CORNET, Enric LLUVIÀ SERRAMALERA, Ignasi PORTABELLA D’ARGULLOL, Baltasar TUNEU GASSÓ, Ignasi |
| 1908 | ALGUÉ, Martí CARRERAS, Josep GUILÀ, Lluís ORIOL, Lluís RIUS, Lluís SANS, Lluís |
| 1909 | DALMAU CASELLAS, Ramon PLANELL MAÑOSAS, Enric PRUNÉS MIQUEL, Doménec RIUS GODAYOL, Carles SERRAMALERA CARRIÓ, Manuel AGUILAR MAS, Carles |
| 1910 | CASASAYAS, Lluís GOMIS, Joaquim MARTÍ, Celestí SERRA, Joan TORRELLA, Joan |
| 1911 | CAPELLA, Francesc TORRELLA, Francesc |
| 1912 | no hi ha administradors |
| 1913 | no hi ha administradors |
| 1914 | no hi ha administradors |
| 1915 | ARDERIU PASCUAL, Tomàs FERRER PADRÓ, Ferran PONS DE SOLSONA, Francesc PUJOL FÀBREGAS, Josep. Pvre.. VALL CORTANS,Joan ,Pvre. VIAL TORNS, Ramon |
| 1916 | BARDOLET DOMÈNECH, Manuel .Pvre. CASAS SALA, Marian de G GALLIFA SOLER, Joan LLOBET SERRA, Miquel MASANA CANUDAS, Enric TORRELLA TERME, Lluis.Pvre. |
| 1917 | CLOSAS TRISTANY, Francesc COMA CINCA, Pere CONET ILLA, Francesc CORRONS BASCOMPTE, Josep PARCERISAS BOVER, Manel VILA FARRIOLS, Ricard |
| 1918 | AMAT SANS, Joan B. PRAT ARGEMÍ, Joan B. BADAL BALLARÀ, Josep. Pvre. CAELLES SANTASUSANA, Miquel PERRAMÓN PLAYÀ, Llorenç |
| 1919 | BONADA VALLS, Miquel BOSCH PRAT, Josep .Pvre. GRANÉ PARERA, Joan VINTRÓ CODINA, Pere.Pvre. PERRAMON CASASAYAS, Josep VALL CORTACANS, Salvador |
| 1920 | AGUILAR, Lleó FERRER, Joan GRAU, Josep ILLA, Estanislau PADRÓ, Joan VILALTA, Josep |
| 1921 | FEIXAS ROCA, Lluís GUITART PUIG, Lluís SOBREVALS RIBOT, Josep OLIVERAS MATEU, Josep Maria PADRÓ RIERA, Modesto VALL-LLOSERA CLOSA, Isidre |
| 1922 | SANPERA SANPERA, Lluís SINGLA FARRÉS, Jaume AUGÉ VILA, Josep RIUS CLAPERS, Valentí VALLÉS PERERA, Estanislau VILASECA GARRIGA, Francesc |
| 1923 | BATLLES CLARET, Marià ESTRADA MATARRODONA, Josep CONCUSTELL NOGUERA, Josep RAURICH GASSÓ, Dionís RUBIRALTA GARRIGA, Lluís SOLER CASULLERAS, Josep |
| 1924 | BELLVER ARMENGOU, Manuel DOMÈNECH SANT, Pere TORRA TRULLÀS, Francesc RUBIRALTA OLLER, Anselm SERRAHIMA ESTEVE, Tomàs VINTRÓ SERRET, Pere |
| 1925 | GARRIGA COLL, Antoni RIBAS PUIG, Antoni CASALS CARDONA, Ramon CORRONS BASCOMPTE, Baltasar SANFELIU CREHUERAS, Francesc VIÑAS GEIS, Francesc |
| 1926 | PUIG SUBIRANA, Matías ANDREU CAMPRUBÍ, Eusebi LLASERA RIBERA, Josep MORERA HUMBERT, Francesc |
| 1927 | MIRAVITLLAS PLANAS, Josep ALTER ALAVEDRA, Josep RIUS CAMPS, Francesc SELGA TORRAS, Josep TOMÀS MOLLET, Jaume |
| 1928 | BALLARÀ FERRER, Josep CARRERAS YELLESTICH, Emili FEU SALA, Joan OLIVERAS MARCET, Joan PUJOL SANMARTÍ, Joan SERRACANTA SUBIRANA, Domènec |
| 1929 | ARGEMÍ CASALS, Joan BRUNET JANERAS, Josep JORBA PUIGSUBIRÀ, Ramon ROSAL D’ARGULLOL, Josep Maria MONCUNILL CENTELLES, Melcior VERGÉ OLLER, Joan |
| 1930 | COLLDEFORNS MARIGOT, Joan COLOMER ESPINALT, Agustí FERRER BORRÀS, Joan SALA FERRER, Ramir SATUÉ AYLLON, Francesc SOLERNOU ANFRUNS, Emili |
| 1931 | ALEGRE RECASENS, Lluís ORIOL TORRA, Antoni CECCHINI TORRENS, Josep Maria DE PUIG MARCH, Ignasi FRANCÀS MUNILL, Xavier SANT SUBIRANA, Francesc de Paula |
| 1932 | VILA CANTARELL, Ignasi CLARET JUNCADELLA, Pere FEU SALA, Ferran SUBIRANA LLEHÍ, Josep SERRA PLANAS, Josep SOL VALLÉS, Marià SOLER CASULLERAS, Maurici PIÑOT FARRÉ, Vicenç |
| 1933 | MASNOU SOLER, Manuel BOQUÉ SERRA, Pere CAELLAS SANTASUSANA, Josep CAMPRUBÍ PUIGNERÓ, Martí OLIVERAS SERRA, Manuel ROCA PASCUAL, Emili ROSSINYOL BARCONS, Francesc TRESSERRA BERTRAND, Josep M. |
| 1934 | BELLORBÍ SAGRISTÀ, Pau FARRÉ CARRERAS, Antoni FONT QUINTANA,Venanci LLADÓ MAS, Joan PLA CASASAYAS, Josep SAURET BOSCH, Josep SOLÉ PRAT, Salvador VIÑAS PICAS, Antoni |
| 1935 | ALEGRE RECASENS Angel BADIA TORREBADELLA, Angel BATLLE PELLICER, Adjutori LÓPEZ MIRÓ, Antoni SANTAMARIA ROCA, Felip SELGA UBACH, Simeó |
| 1936 | SALA GAMISANS, Joan BATLLÓ RABEYA, Josep PI CALMET, Josep OLIVERAS CODINA, Lluís PUIGDELLIVOL CORRONS, Ferran SALA CLOTET, Francesc |
| 1937 | no hi ha administradors |
| 1938 | no hi ha administradors |
| 1939 | PUIGDELLÍVOL CORRONS, Ferran VALL I CORTACANS, Joan. Pvre. |
| 1940 | TORRUELLA FARRÉ, Joan CARRIÓ OLIVERAS, Joaquim CLOTET BERTRAN, Josep Maria GUAL SOLÀ, Josep TORRA FERRER, Josep VILALTA FUIXENCH, Josep |
| 1941 | BELLORBÍ SAGRISTÀ, Francesc CARRIÓ OLIVERAS, Marià SALA GELABERT, Josep PINTÓ CABANES, Florenci SARRIÓ SOLÀ, Josep VALLÉS SANTAMARIA, Esteve |
| 1942 | FERRER GRAELL, Marià CULILLAS URPINA, Josep FERRER ROCA, Ferran PICH ALSINA, Francesc SELGA UBACH, Iscle TORRA FERRER, Albert |
| 1943 | COTS GIMÉNEZ, Josep FERRER GUAL, Ignasi PADRÓ COSTA, Ricard VIDAL BONASTRE, Pere ROS AGUILAR, Fermi SERRAHIMA ESTEVE, Antoni |
| 1944 | CLOTET FIRMAT, Josep CORNET, Joaquim, Pvre. ESPELT MISERACHS, Ramon MASANA CARLES, Enric SOLER JUSTÍ, Ramon VILA-MASANA RIERA, Esteve |
| 1945 | BRUNET JANERAS, Francesc CULILLAS URPINA, Josep DOMÈNECH SANT, Pere ESPELT MISERACHS, Ramon FERRER PADRÓ, Ferran GUAL SOLÀ, Josep VALL CORTACANS, Joan. Pvre MOYA BLANCH, Felicià. Pvre. SALA GELABERT, Ernest SOLER PADRÓS-GIBERT, Joaquim. Pvre.. TORRA FERRER, Albert TORRAS SELGAS, Joan VIDAL BATALLA, Santiago VILA ARAGONÉS, Pere |
| 1946 | SANTAMARÍA CLAPERS, Valentí. Pvre. CANONGIA DURAN, Josep GALLIFA D’ARGULLOL, Magí GRAMUNT BOSCH, Antoni COSTA TRIAS, Josep PUNTÍ DESVEUS, Jaume |
| 1947 | LLATJÓS PLANAS, Ramon MARCH BATLLES, Benvingut Pvre. MAS ROMEU, Antoni PERRAMÓN CALVET, Josep RAFAT SELGA, Joan VIVES LLAMBÍ, Josep M. |
| 1948 | ALEGRE GALL Ignasi.Pvre. ARREGUI DE LA MADRID, Joan BALAGUER GOLOBART, Josep BALAGUER GOLOBART, Ramon MESTRE MIRET, Josep M. PERRAMON FONT, Maurici |
| 1949 | BADAL PUIG, Joan MANUBENS PIQUÉ, Josep M. MAS ROMEU, Santiago MESTRES GRAELLS, Antoni.Pvre. ORRIOLS MORROS, Josep M. SOLER PADRÓ, Marià |
| 1950 | ALBERTI CASAS, Marià FITO PICHOT, Joan .Pvre. MALET TOLDRÀ, Manuel MARCH SALAS, Antoni PERRAMON CALVET, Atanasi TORRAS VIGUÉ, Joan |
| 1951 | BARGUÉS CATLLÀ, Ramon CASAS VILA, Ignasi FERRER ESQUIUS, Joan. Pvre. FORNELLS TORRAS, Josep GUAL TORRA, Joan VERGÉS PARCERISAS,Joaquim |
| 1952 | BARTRA SERRA, Joan FERRER TRULLS, Maurici.Pvre. GRAU SALA, Joan PERRAMON FONT, Ignasi PUIGBÓ VILARASAU, Jaume SALA SOLER, Ignasi |
| 1953 | BAJONA OLIVERAS, Ignasi MARTÍ VERGÉ, Joan MUNT GARRIGA, Màrius PRAT SAUMELL, Miquel SANFELIU MAS, Camil. Pvre . TORRA FERRER,David |
| 1954 | MARTÍ VERGÉ, Joan MUNT GARRIGA, Màrius PLA FONTS, Eudald, Pvre. PRAT SAUMELL, Miquel SINGLA TORRA, Josep TEIXIDOR SOLÉ, Lluís |
| 1955 | CASALS NOGUERA, Joan CORRONS ESPINAL, Josep DOMÉNECH BARTRA, Pere PADRÓS PLADEVALL, Genís.Pvre. PARERA AMAT, Joaquim UBACH FERRER, Florenci |
| 1956 | BALET OLLER, Joan MASANÉS PONS, Josep PORTA OLIVERAS, Joan SALVADÓ BERGADÀ, Ramon TORRA SISQUELLA, Ferran. S.J. |
| 1957 | BADIA TORRABADELLA, Joan BOSCH VALL.LLOSERA, Ignasi GRIFÉ PUIGDELLÍVOL, Josep Pvre. JORBA GOMIS, Lluís G. VICH I CARRIÓ, Joan VILA I BUSQUETS. Pere |